# Angel Blue

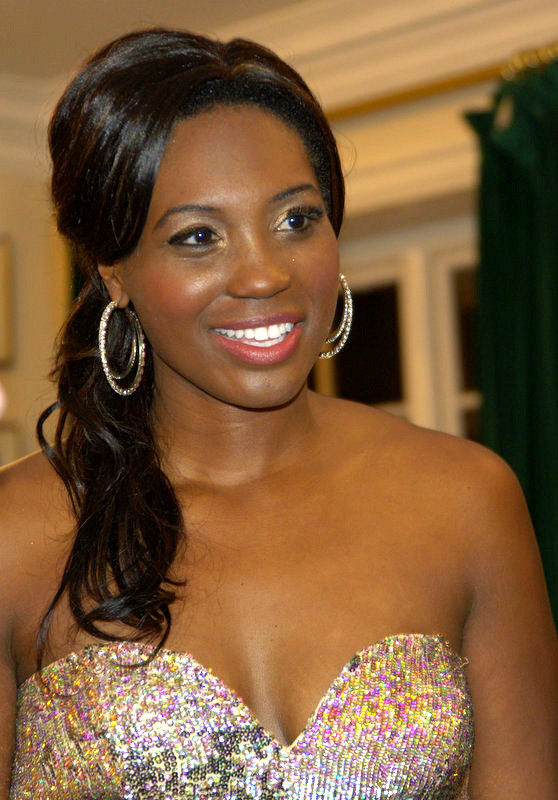
Angel Blue

Angel Blue (* 3. Mai 1984 als Angel Joy Blue in Los Angeles, Kalifornien) ist eine US-amerikanische Sopranistin.

## Leben
Angel Blue spielte in ihrer Jugend Gitarre, Saxophon und Klavier. 2005 wurde sie zur Miss Hollywood gewählt. Ihren akademischen Abschluss erreichte Blue 2005 mit einem Bachelor of Music der University of Redlands und 2007 mit einem Master of Music der University of California, Los Angeles.
In der Saison 2008/2009 debütierte sie mit der San Francisco Opera Company als Clara in der Gershwin-Oper Porgy and Bess. Seitdem ist sie weltweit als Sängerin gefragt; 2015 debütierte sie als Musetta in La Bohème an der Mailänder Scala, 2017 hatte sie ihren ersten Auftritt an der Metropolitan Opera, ebenfalls als Mimì, 2018 debütierte sie am Royal Opera House als Violetta in La traviata, 2019 als Floria Tosca in Giacomo Puccinis Tosca beim Festival d’Aix-en-Provence, 2022 gab Blue ihr Debüt an der Opéra de Paris als Marguerite in Gounods Faust.
2021 trat sie in den Rollen Destiny, Loneliless und Greta in der Oper Fire Shut Up in My Bones des Komponisten Terence Blanchard in der Metropolitan Opera auf. Die Aufnahme wurde mit dem Grammy Award 2023 als beste Opernaufnahme ausgezeichnet.
2024 war sie in der Metropolitan Opera in Puccinis Oper La Rondine als Magda zu sehen. Im 2025 beim DOK.fest München uraufgeführten Dokumentarfilm Primadonna or Nothing von Juliane Sauter war Angel Blue eine der drei Protagonistinnen.

## Rezeption
Die New York Times über einen Auftritt:

„Statuenhaft in einem blauen Kleid eröffnete sie mit ‚Je veux vivre‘ von ‚Roméo et Juliette‘. Hier und in den folgenden Auswahlen zeigte sie eine verführerische Stimme, ihre düstere untere Lage in ‚Je dis que rien ne m’épouvante‘ aus Georges Bizets ‚Carmen‘ und ihre ausdrucksstarke Nuancierung in ‚Vissi d’arte‘ aus Giacomo Puccinis ‚Tosca‘. Ihr honigsüßes Timbre war in einer intimen Wiedergabe von ‚Donde lieta usci‘ aus ‚La Bohème‘ sehr gut zu hören.“

Der Observer über ihre Rolle als Bess:

„Es ist unmöglich zu entscheiden, welcher Aspekt von Blues Auftritt der bezauberndste war: ihre strahlende Stimme mit ihren scheinbar mühelosen (und endlosen) Spitzentönen, ihre fröhliche Bühnenpräsenz oder ihre nuancierte Übernahme des widersprüchlichen Charakters von Bess als Partygirl, treuer Liebsten und Sexsüchtigen.“

## Aufnahmen (Auswahl)
- Joy Alone – Angel Blue (Sopran), Iain Burnside (Klavier). Label: Naxos Music / opus Arte. Erschienen Oktober 2014 (Deutschland November 2014).
- Gershwin: Porgy and Bess – Angel Blue (Sopran), Eric Owens (Bariton), Latonia Moore (Sopran), Golda Schultz (Sopran), Denyce Graves (Mezzosopran), Frederick Ballentine (Tenor), Alfred Walker (Bassbariton), Ryan Speedo Green (Tenor), David Robertson (Leitung), The Metropolitan Orchestra and Chorus. Label: Metropolitan Opera / Warner Music. Erschienen Februar 2020 (Deutschland März 2020).
- 21. Festliche Operngala für die Deutsche AIDS-Stiftung (Mitschnitt 2014). Label: Naxos Music. Erschienen 2. März 2015.

## Filmografie
- 2025: Primadonna or Nothing – Regie: Juliane Sauter

## Auszeichnungen
- Grammy Award for Best Opera Recording 2023
- Richard Tucker Award 2022[12]
- Eva and Marc Stern Artist Award[13]